# Lepidagathis humilis
Lepidagathis humilis är en akantusväxtart som beskrevs av Merrill. Lepidagathis humilis ingår i släktet Lepidagathis och familjen akantusväxter. Inga underarter finns listade i Catalogue of Life.